# Прапор Малаві

Прапор Малаві 2010—2012 років

Прапор Малаві — один з офіційних символів держави Малаві. Прийнятий 6 липня 1964. Новий прапор затверджений 29 липня 2010 року.